# Peace Island
Peace Island (in Argentinien Islotes de la Paz ‚Inseln des Friedens‘) ist eine kleine Insel im Palmer-Archipel vor der Westküste der Antarktischen Halbinsel. In der Gruppe der Melchior-Inseln ist sie die nördlichste einer Reihe von Inseln, die sich 1,5 km des westlichen Ausläufers der Etainsel in nördlicher Richtung verteilen.
Die Benennung geht wahrscheinlich auf Wissenschaftler der britischen Discovery Investigations zurück, welche die Insel im Jahr 1927 vermaßen. Weitere Vermessungen erfolgten bei argentinischen Antarktisexpeditionen in den Jahren 1942, 1943 und 1948. Argentinische Wissenschaftler fassten die Insel einschließlich einiger vorgelagerter Klippen als Inselgruppe zusammen.